# ヒート (1995年の映画)
『ヒート』（原題：Heat）は、1995年のアメリカ合衆国の犯罪アクション映画。
監督はマイケル・マン、出演はアル・パチーノとロバート・デ・ニーロなど。マン監督が自作である1989年のテレビ映画『メイド・イン・L.A.』をセルフリメイクした作品で、ロサンゼルスを舞台に、強盗団のリーダーと彼らを追う刑事を描いている。
スティーヴン・ジェイ・シュナイダーの『死ぬまでに観たい映画1001本』に掲載されている。

## ストーリー
ロサンゼルスの昼下がり、ニール・マッコーリー率いる強盗団は、周到に練られた完璧な作戦で現金輸送車を襲撃する。狙いは麻薬カルテルのマネーロンダリング請負人、ヴァン・ザントの保有する無記名証券だった。しかし、その際に新参のウェイングローが警備員を射殺し、止む無くニールは他の警備員も口封じのため射殺してしまう。仕事後、ニールは些細なことで警備員を射殺したウェイングローを始末しようとするが、一瞬の隙を突いて逃げられてしまう。
一方、捜査を担当することとなったLA市警察のヴィンセント・ハナ警部補は、わずかな手がかりから強盗団のメンバーであるマイケルを割り出すことに成功する。部下たちにマイケルの行動確認を命じ、マイケルと接触する強盗団のメンバーらしき男たちを一人ずつあぶりだしていった。ヴィンセントはリーダー格のニールに注目し、執拗に追及していく。
ヴィンセントの仕事への執念は異常であり、その家庭生活は破綻寸前のところまで迫っている。三人目の妻であるジャスティンは薬物に依存し、連れ子のローレンは情緒不安定になりつつあった。一方、ニールはプロの犯罪者として、いかなる状況でも高飛びできるようにするため、私生活の全てを封印していた。だが、ある日ニールはイーディという若い女性と出会い、瞬く間に恋に落ちていく。そして、ニールは次の仕事を最後に足を洗い、彼女と共にニュージーランドへ移住することを決意する。
LA市警とニール一味の水面下での攻防が続く中、ニールはヴァン・ザントに証券の買い取りを持ちかける。しかしヴァン・ザントは殺し屋を交渉の場に差し向けた。ニールらは交渉人と殺し屋を返り討ちにした後、ヴァン・ザントに宣戦を布告する。
ある夜、ヴィンセントは揺さぶりをかけるため、尾行していたニールに話しかけ喫茶店に誘う。コーヒーを飲みながら身の上話をするヴィンセントとニールは、お互いの存在に不思議な共感をおぼえる。対極に位置する存在でありながら、どこか似通った部分がある。だが、敵同士の彼らは、次に会った時は必ず殺すと宣言した。やがて、ニールらはラスト・ビジネスである銀行襲撃を実行に移す。警報装置を全て切断し、完璧な計画は成功するかに見えたが、何者かの密告によって、ヴィンセントらLA市警が銀行に急行。白昼のダウンタウンで銃撃戦が展開される。
仲間たちが死亡、負傷するなか、唯一五体満足でその場を切り抜けたニールは、今回の襲撃に参加しなかった仲間のトレヨの元へ向かうが、トレヨはウェイングローに襲われ、虫の息であった。ニールらを逆恨みしたウェイングローはヴァン・ザントと手を組み、トレヨの妻を人質にして密告を強要したのである。ニールはヴァン・ザント邸に侵入し、彼を始末する。イーディと国外逃亡への準備が整ったニールは空港へ向かうが、その最中にウェイングローが空港ホテルに滞在中だと知ったことで、最後に残った遺恨を片付けようとする。
ローレンが自殺未遂を起こし、病院でジャスティンに寄り添っていたヴィンセントの元に、ウェイングロー殺害の急報が届く。追跡されている事を悟り、イーディに別れを告げ空港敷地内を逃走するニールと、ヘリで急行しそれを追うヴィンセント。空港敷地内で息を潜める二人の頭上でジェット機の轟音が鳴り響く中、ヴィンセントの銃が火を吹いた。薄れゆく意識の中ニールは「刑務所には戻らないと言っただろう」と呟いて手を伸ばし、ヴィンセントはその手を握りしめるのだった。

## キャスト
| 役名                     | 俳優                       | 日本語吹替                            | 日本語吹替                                                                                   |
| 役名                     | 俳優                       | ソフト版                              | テレビ朝日版                                                                                 |
| ------------------------ | -------------------------- | ------------------------------------- | -------------------------------------------------------------------------------------------- |
| ヴィンセント・ハナ       | アル・パチーノ             | 青野武                                | 菅生隆之                                                                                     |
| ニール・マッコーリー     | ロバート・デ・ニーロ       | 津嘉山正種                            | 津嘉山正種                                                                                   |
| クリス・シヘリス         | ヴァル・キルマー           | 大塚芳忠                              | 山路和弘                                                                                     |
| ネイト                   | ジョン・ヴォイト           | 中庸助                                | 小林勝彦                                                                                     |
| マイケル・チェリト       | トム・サイズモア           | 牛山茂                                | 大塚明夫                                                                                     |
| ジャスティン・ハナ       | ダイアン・ヴェノーラ       | 高島雅羅                              | 塩田朋子                                                                                     |
| イーディ                 | エイミー・ブレネマン       | 土井美加                              | 佐々木優子                                                                                   |
| シャーリーン・シヘリス   | アシュレイ・ジャッド       | 渡辺美佐                              | 深見梨加                                                                                     |
| ドラッカー               | ミケルティ・ウィリアムソン | 中田和宏                              | 荒川太郎                                                                                     |
| カサルス                 | ウェス・ステュディ         | 大友龍三郎                            | 手塚秀彰                                                                                     |
| ボスコ                   | テッド・レヴィン           | 福田信昭                              | 幹本雄之                                                                                     |
| ドナルド・ブリーダン     | デニス・ヘイスバート       | 大川透                                | 星野充昭                                                                                     |
| ロジャー・ヴァン・ザント | ウィリアム・フィクナー     | 納谷六朗                              | 牛山茂                                                                                       |
| ローレン・グスタフソン   | ナタリー・ポートマン       | 川上とも子                            | 坂本真綾                                                                                     |
| ケルソ                   | トム・ヌーナン             | 広瀬正志                              |                                                                                              |
| ウェイングロー           | ケヴィン・ゲイジ           | 広瀬正志                              | 石塚運昇                                                                                     |
| アラン・マルシアーノ     | ハンク・アザリア           |                                       | 中田和宏                                                                                     |
| トレヨ                   | ダニー・トレホ             | 小関一                                | 大友龍三郎                                                                                   |
| ヒュー・ベニー           | ヘンリー・ロリンズ         | 伊藤栄次                              |                                                                                              |
| アルバート・トレナ       | リッキー・ハリス           | 森川智之                              | 相沢正輝                                                                                     |
| リチャード・トレナ       | トーン・ロック             | 石井康嗣                              | 長島雄一                                                                                     |
| ドクター・ボブ           | ジェレミー・ピヴェン       | 大川透                                |                                                                                              |
| ラルフ                   | ザンダー・バークレー       |                                       |                                                                                              |
| 建設会社の事務員         | マーティン・フェレロ       |                                       |                                                                                              |
| 人質になる少女           | イヴォンヌ・ジーマ         |                                       |                                                                                              |
| その他                   | N/A                        | 沢海陽子 岡本嘉子 津村まこと 坂東尚樹 | 堀部隆一 紗ゆり 沢海陽子 水原リン 北川勝博 石井隆夫 古澤徹 吉田孝 黒田弥生 加藤優子 彩木香里 |

- テレビ朝日版：1998年4月12日『日曜洋画劇場』21:02-23:39（約130分）
- 日本語吹替は上記の他、機内上映用に制作された「ShortVer.」も存在する[5]。
- 2017年3月3日発売の「製作20周年記念ブルーレイ」にはソフト版、テレビ朝日版の吹替が収録[6]。

## スタッフ
- 監督：マイケル・マン
- 脚本：マイケル・マン
- 製作：マイケル・マン、アート・リンソン
- 製作総指揮：アーノン・ミルチャン、ピーター・ジャン・ブルージ
- 音楽：エリオット・ゴールデンサール
- 撮影：ダンテ・スピノッティ
- 編集：ドヴ・ホウニグ、パスクァーレ・ブバ、ウィリアム・C・ゴールデンバーグ、トム・ロルフ

### 日本語版
- 日本語字幕：戸田奈津子

|      | ソフト版               | テレビ朝日版           |
| 演出 | 水本完                 | 蕨南勝之               |
| 翻訳 | 日笠千晶               | 平田勝茂               |
| 調整 |                        | 佃安夫                 |
| 効果 |                        | 南部満治               |
| 制作 | ザック・プロモーション | ザック・プロモーション |

## 使用された武器
武器の名前。（）内は使用者名。
- コルト M1991A1 オフィサーズ 45ACP（ヴィンセント）
- H&K USP（ニール）
- SIG SAUER P220（ニール）
- STAR メガスター（ウェイングロー）
- ベレッタ85FS（クリス）
- ベレッタ 92SBC（ドラッカー)
- ベレッタ 92FS（ロス市警警官）
- グロック19（LAPDの張り込み捜査官）
- S&W M38（現金輸送車の警備員）
- ステアーTMP（ヴァン・ザントの手下）
- H&K MP5A3（SWAT隊員）
- FN　FNC（ヴィンセント）
- コルト M654（ニール）
- コルト M733（ニール、クリス）
- M16A1（カサルス、ボスコ、シュワルツ）カサルスの使用したM16A1はハンドガードのみM16A2のものとなっている。
- FN FAL 50.61（マイケル）
- ガリルARM（マイケル）
- 56式自動小銃（トレヨ）
- H&K HK91A2（クリス）
- H&K SR9（SWAT隊員）
- ベネリM3（マイケル）
- レミントンM870（ロス市警警官）
- モスバーグM590（ヴィンセント、カザルス）
- モスバーグM500（ロス市警察官）
- イサカM37 ステイクアウト（LAPDの張り込み捜査官）

## エピソード
- 本作品はマイケル・マン監督が過去に自身で監督した『メイド・イン・L.A.』の壮大なリメイクである。強盗犯ニール・マッコーリーは実在する同名の犯罪者をモデルにしている。
- 『ゴッドファーザー PART II』以来初のアル・パチーノとロバート・デ・ニーロの共演作品である。もっともゴッドファーザーでは2人の時代設定も異なっており直接対面するシーンは無かった為、実質的に本作が初共演作品となった。
- 監督のマイケル・マンはリアリティを追求する為、ロサンゼルスを中心に100ヶ所以上のロケで撮影を行った。
- 撮影に入る前に監督のマイケル・マンは役者たちに実弾による射撃訓練を受けさせている。この訓練の模様はDVDの特典映像等で確認できる。元イギリス軍人のアンディ・マクナブの指導の下、LA郊外にWest 5th streetと同スケールのモックアップを組みリハーサルを行った。
- この射撃訓練ではアル・パチーノ側のロサンゼルス市警察とロバート・デ・ニーロ側の強盗団で別々の"カリキュラム"が用意された。このことにより両者の銃の扱い方が違うリアリティーが表現できた。
- 劇中で使用されている銃撃音は全て実際の発砲音を収録し使用している。
- 銀行強盗後の銃撃戦でロバート・デ・ニーロ側の強盗団はトム・サイズモアを除いてアサルトライフルを"フルオート"で撃っているがアル・パチーノ側のロサンゼルス市警察は一般市民に被害が及ばないように"セミオート"で撃っている。
- コーヒーショップのシーンは個別に練習を行いリハーサルなしで撮影された。準備せずに不慣れな環境で会話する方がよりリアリティが増すだろうというデ・ニーロの提案だった。2人が同時に映る場面がないため、別々に撮影されたという噂も流れたが、2人は実際に向かい合って会話をしている。
- ウェイングローは"憎しみのキャラクター"として重要な役割を占めるが、本作で登場する時間は6分程度しかない[7]。
- 輸送車襲撃に使われる大型トラックに書かれた”RAJA”のロゴは、マイケル・マンの4人の娘の頭文字である。
- 2012年9月26日、日本国内初のBDソフトがリリースされた。マイケル・マン監督自らが再編集。レストアしたHDマスターを使用したファイナルカット版である。（初回生産限定盤）
- クリストファー・ノーランは自身の大ヒット作ダークナイトを制作するにあたり今作を参考、研究したと話す。
- マーティン・スコセッシは今作を「1990年代のベスト映画の1本」と評してる。

## 作品の評価
批評家からは好意的な評価を得ている。Rotten Tomatoesによれば、批評家の一致した見解は「アル・パチーノとロバート・デ・ニーロがスクリーン上で一緒にいる時間はわずかだが、『ヒート』はそのスターたちから説得力のある演技を引き出し、そしてマイケル・マンのこのジャンルでの熟練ぶりを再確認させてくれる魅力的な犯罪ドラマである。」であり、83件の評論のうち高評価は87%にあたる72件で、平均点は10点満点中7.8点となっている。Metacriticによれば、22件の評論のうち、高評価は15件、賛否混在は6件、低評価は1件で、平均点は100点満点中76点となっている。
また、allcinemaはオリジナルの『メイド・イン・L.A.』と比較して「全く同じダイアローグ、カット割り、シークエンスだらけなのは構わないが、何故、ほぼ倍の尺になったのかが不明。」としつつも、「売りの12分（実質は半分の6分!）の銃撃戦は音響も含めて迫力満点で、この部分だけは他のシーンと比較して数倍のヴァージョンアップになっている。」と評価している。